# Die Lady ohne Schleier
Die Lady ohne Schleier ist ein 1926 in Schweden entstandenes, schwedisch-deutsches Stummfilm-Melodram von Gustaf Molander mit Lil Dagover und Gösta Ekman in den Hauptrollen.

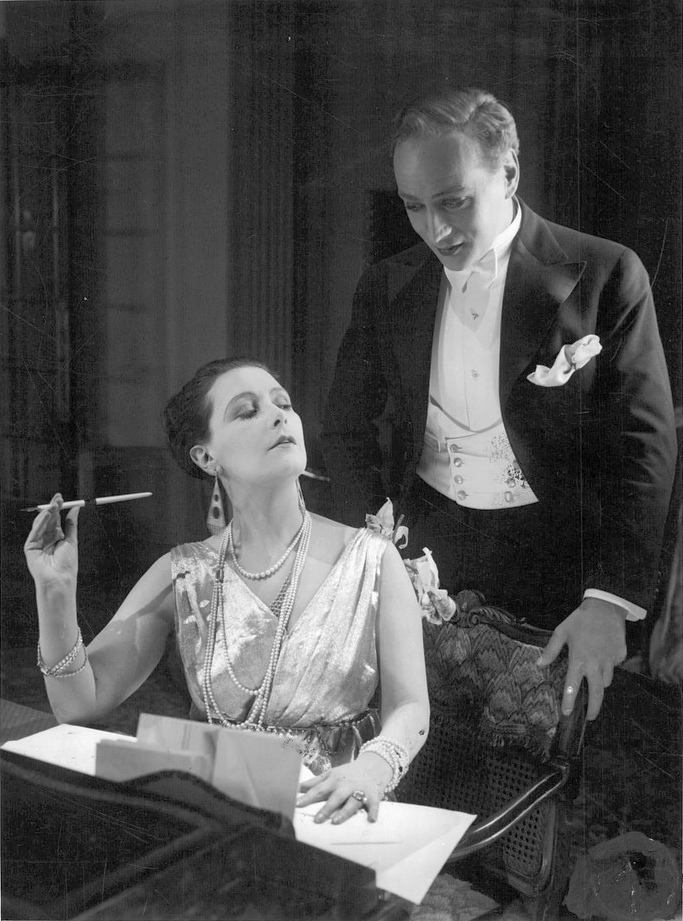
Lil Dagover und Gösta Ekman in einer Filmszene (1926)

## Handlung
Die Lady ohne Schleier, das ist die schöne, früh verwitwete Cathleen Paget, die sich gerade mit einem großen Problem konfrontiert sieht: Ihre Familie, die Brocks, ist de facto pleite, und um den vom Bruder verursachten Ruin doch noch abwenden zu können, lässt sich die junge Witwe darauf ein, den schwedischen Hauptgläubiger, Birger Holm, zu umgarnen. Für den Holzgroßhändler gibt Cathleen sogar ihren Herzbuben Ivor Willington, der einst mit seinem Bekannten Lionel Jessop um Cathleens Gunst gespielt hatte, auf. Unmittelbar zuvor hatte Willington durch seine Untreue gegenüber Cathleen dieser die Entscheidung erleichtert. Birgers und Cathleens erste Begegnung erweist sich als sehr dramatisch, als der Schwede die vornehme Engländerin aus einem reißenden Strom rettet und sie anschließend zum Trocknen in eine Blockhütte bringt.
Unerwarteterweise verlieben sich Cathleen und Birger ineinander, und sie beide heiraten, obwohl Birger von der Berechnung hinter Cathleens Ehebestreben erfahren hat. Die junge Engländerin folgt ihrem Gatten, einem Holzmagnaten, in die Einsamkeit der schwedischen Wälder und beginnt sich dort jedoch bald zu langweilen. Als sie mal wieder die Sehnsucht nach der “großen, weiten Welt” erfasst, entscheidet sich Cathleen zu einem zeitweiligen Ausbruch aus dem Ehealltag in der Abgeschiedenheit und reist nach England, um ihre Mutter zu besuchen. Hier kommt es zur Wiederbegegnung mit Willington. Er nimmt sie mit auf eine Wohltätigkeitsveranstaltung und kann Cathleen dazu überreden, als Lady Godiva aufzutreten, die bekannterweise, so will es die Legende, im Mittelalter einst hoch zu Ross und splitterfasernackt durch die Straßen ritt.
Ehemann Birger, der einer Rundfunkübertragung aus London entnimmt, dass es sich seine Frau in der Ferne wohl allzu gut gehen lässt, reist in einem Eifersuchtsanfall Cathleen nach. Dort angekommen, zeigt er sich entsetzt vom Vorhaben seiner Frau und verbietet Cathleen, als Lady Godiva zu erscheinen. Cathleen setzt sich jedoch durch und küsst sogar ihren Ex Willington, sodass Birger allein und enttäuscht abreist. Cathleen beginnt zu begreifen, was sie an diesem Mann zu verlieren droht. Der “großen, weiten Welt” bald müde und überdrüssig, reist sie ihm schließlich nach. In einem Zugrestaurant versöhnt sich schließlich das Ehepaar, und beide beschließen bei einer gemeinsamen Nacht im Zughotel, es noch einmal miteinander versuchen.

## Produktionsnotizen
“Die Lady ohne Schleier” entstand über fünf Wochen hinweg in Stockholm im Sommer 1926 und wurde dort am 18. Januar 1927 uraufgeführt. Die deutsche Premiere fand im Berliner Marmorhaus statt. In Österreich lief der Streifen ab dem 9. Juni 1927 (Premiere in Wiens Haydn-Kino) auch unter den Titeln “Die nackte Lady” und “Nordische Liebe” an. Der Sechsakter besaß eine Länge von 2760 Meter.
Vilhelm Bryde gestaltete nicht nur die Filmbauten, sondern übernahm überdies auch die Nebenrolle des kartenspielenden, englischen Upper-Class-Gentlemans Lionel Jessop.

## Kritiken
Wiens Kino-Journal sah hier ein „Großwerk von ganz besonderen Qualitäten“ vorliegen, während das Prager Tagblatt konstatierte: „Gewiß kein neues, aber ein ewig dankbares Problem, das der Schwede Gustav Molander sehr geschickt … nahezubringen verstand. Lil Dagover hat als die an Glanz und Luxus gewöhnte Weltdame eine Paraderolle.“
Der Kritiker von Schwedens konservativer Tageszeitung Nya Dagligt Allehanda glaubte, dass der Film ohne Vergleich der größte Erfolg des schwedischen Kinos seit Victor Sjöströms Glanzzeit und überdies amerikanischen Vorbildern ebenbürtig sei: „Wenn Sie jemals über einen Meilenstein auf dem Weg des schwedischen Kinos sprechen können, können Sie es nach dieser Premiere tun. Im Moment ist der Boden bereitet, und es geht nur noch darum, weiterzumarschieren.“